# Шапрон, Жоэль
Жоэль Шапрон (род. 1960, Париж) — киновед, специалист по кинематографу стран Центральной и Восточной Европы и в особенности стран бывшего СССР. Ответственный за продвижение французских фильмов в эту зону в структуре Unifrance Films. Переводчик-синхронист с русского языка на французский, создатель субтитров к более чем сотне фильмов, автор множества статей и конференций во Франции и за её пределами, автор бонусных треков DVD и книг, которые выходили во Франции и в России. В течение почти 30 лет — корреспондент Каннского фестиваля по странам бывшего СССР, официальный переводчик российских членов жюри фестиваля.

## Биография
После изучения русского языка в Сорбоннe Жоэль Шапрон поступает в парижскую Высшую школу устного и письменного перевода (ESIT) и становится переводчиком-синхронистом. Он поступает на работу в Издательство Словарей Dictionnaires Le Robert (1986—1992) и работает непосредственно с лексикографом и лингвистом Аленом Рэ. В частности, участвует в переработке издания словаря Micro-Robert (а также его карманного издания Micro-Robert Poche 2 и Micro-Robert Plus) в качестве редактора и руководителя корректорской службы, затем принимает участие в редакции 3-го издания словаря Petit Robert, а также в составлении этимологии заимствований из русского языка в современном французском. Параллельно ведёт обширную работу по подготовке субтитров для проката во Франции (более 100 русскоязычных фильмов) и переводу сценариев. Выполняет работу в рамках различных проектов в Центральной Европе и странах бывшего СССР по заказу Французского авторского общества (SACD), Национального центра кино Франции (CNC), Европейской ассоциации кинотеатров Europa Cinemas и Европейской аудиовизуальной обсерватории.
В 1987 бюро Совэкспортфильм впервые направляет Жоэля Шапрона на Кинорынок Каннского фестиваля. Он знакомится с Жилем Жакобом (фр. Gilles Jacob, который назначает его переводчиком с русского языка отборочного комитета фестиваля, затем переводчиком российских членов жюри — с 1990 по 1995 год. (Алексей Герман, Наталья Негода, Нана Джорджадзе, Инна Чурикова, Александр Кайдановский, Мария Зверева). В 2018 году, после завершения 23-летнего периода отсутствия российских членов в каннском жюри, Жоэль Шапрон сопровождает режиссёра Андрея Звягинцева. С момента создания Cinéfondation (1998), секции фильмов киношкол мира, представляет все её фильмы.
С 1993 по 1999 – член Комиссии Фонда поддержки совместного кинопроизводства со странами Центральной и восточной Европы Национального центра кинематографии Франции (т.наз. Фонд "Fonds ECO"), член Комиссии Фонда поддержки совместного кинопроизводства (т.наз."Fonds Sud") Национального центра кинематографии Франции, затем назначен Министром культуры на должность эксперта при Комиссии Fonds ECO; далее - с 2000 по 2002 - член Комиссии швейцарского фонда Montecinemaverità (действовавшего с 1992 по 2004), оказывавшего поддержку фильмам из стран, кинематография которых переживала трудные времена. Жоэль Шапрон принимает участие во многих фильмах совместного франко-русского производства (и в том числе «Самостоятельная жизнь» Виталия Каневского и «Восток-Запад» Режисa Варнье).
В 1995 году известный продюсер и президент Unifrance Films Даниэль Тоскан дю Плантье назначает Жоэля Шапрона ответственным по странам Центральной и Восточной Европы в Unifrance, — организации, которая занимается продвижением французского кино в мире.
Более двадцати лет Жоэль Шапрон сотрудничает с Каннским кинофестивалeм, рекомендуя ему фильмы из стран бывшего СССР и Восточной Европы, а также с 2006 по 2012 год выполняет аналогичную миссию для Кинофестиваля в Локарно(он оказывает помощь в организации секции Open Doors, посвящённой Центральной Азии в 2010 и странам Кавказа в 2013).
Член интеллектуальной аналитической группы по кинематографу «L’Exception», работавшей под эгидой газеты Монд и Институтa политических исследований (2000—2004). Работы этой группы были опубликованы в трёх томах, вышедших в издательстве Gallimard, Le Banquet imaginaire (ISBN 978-2-07-076835-6) (2002), Voir ensemble (ISBN 978-2-07-073445-0) (2003) и Le Cinéma sans la télévision (ISBN 978-2-07-077138-7) (2004).
Член Академии искусств и технологий кинематографа с 2007г.
В течение ряда лет — ассоциированный исследователь Лаборатории по Культуре и коммуникации Университетa Авиньона и Воклюза. В 2009 году постановлением Президента Республики, назначен ассоциированным профессором и проработал в этой должности по 2016 год. Также преподавал в парижской Высшей школе аудиовизуальной режиссуры в 2017—2018 годах. В Московской школе кино Жоэль Шапрон является с 2019г. ментором программы "Практическая кинокритика". А с 2022г. вновь избрали ассоциированным исследователем Лаборатории по Культуре и коммуникации Университетa Авиньона и Воклюза.
Он регулярно представляет фильмы стран бывшего Советского Союза и Восточной Европы, как в Париже так и в Бретани, Авиньоне, Эпинале, Брюсселе..., а также на Каннском фестивале, на фестивале Люмьер в Лионе, на фестивале русского кино в Онфлёре во время ретроспективы немого венгерского кино в Fondation Jérôme Seydoux-Pathé...

## Награды
- Жоэль Шапрон награждён Орденом Искусств и Литературы[10] в звании Кавалера (сентябрь 2012) и возведён в звание Офицера этого же ордена (октябрь 2021).
- Жоэль Шапрон удостоен Премии Ассоциации переводчиков аудиовизуальных произведений/Association des traducteurs/adaptateurs de l'audiovisuel[фр.] за лучшие субтитры 2013 года в категории не-англоязычного кино («Майор»[11] Юрия Быкова). Финалист этой же премии в 2018 году (фильм «Ученик» Кирилла Серебренникова) и в 2019 году («Нелюбовь» Андрея Звягинцева).

## Переводы и субтитры
Переводы с русского языка:
- сценарии фильмов: «Самостоятельная жизнь» Виталия Каневского,, «Хрусталев, машину!» Алексея Германа, Утомленные солнцем Никиты Михалковa, НелюбовьАндрея Звягинцева …,
- субтитры к фильмам «Свадьба», «Олигарх», «Остров» и «Царь» Павла Лунгина, «Анна: от 6 до 18» и «Утомленные солнцем» Никиты Михалковa, «Мать и сын», «Русский ковчег» и «Александра» Александра Сокурова, «Ученик» и «Лето» Кирилла Серебренникова, «Дылда» Кантемира Балагова, всех фильмов Андрея Звягинцева и всех игровых фильмов Сергея Лозницы
- книга «Елена: История создания фильма Андрея Звягинцева» / Андрей Звягинцев, Олег Негин, Михаил Кричман; Изд-во Cygnnet[12], Лондон, Великобритания, 2014. — 224 с. ISBN 978-0-9570416-1-5.

## Публикации
Жоэль Шапрон — автор множества статей, опубликованных во французской прессе (более 30 статей в газете Монд, журнале Le Film Français) и за рубежом о кинематографе стран Восточной Европы, среди которых:
- Une (petite) histoire du cinéma kirghize (с фр. — «(Краткая) история киргизского кино» /Culture et Musées no 12, изд-во Actes Sud, январь 2009 (ISBN 978-2-7427-8122-5), опубликована также на английском языке в Studies in Russian & Soviet Cinema, том 4, номер 2) и в Cinema in Central Asia, Rewriting Cultural Histories, edited by Michael Rouland, Gulnara Abikeyeva and Birgit Beumers I.B. Tauris, 2013;
- статья на сайте Каннского фестиваля (функционирует на 4 языках) об истории непростых отношений России и этого международного кинофорума[14] (2011): Cannes et la Russie : je t’aime, moi non plus («Канны и Россия: люблю тебя, я тоже нет»)
- статьи о советском, российском и венгерском кинематографах для нового издания «Всемирного словаря кино»/Dictionnaire mondial du cinéma (2011, изд-во Larousse)[15]
- статья, посвящённая «Четверти века постсоветского кинематографа»/Vingt-cinq ans d’industrie cinématographique postsoviétique (журнал CinémAction no 148, «Российское кино, от перестройки до наших дней/Le Cinéma russe, de la perestroïka à nos jours», сентябрь 2013)
- статья «Кинопоказ в России от позавчера до сегодня»/L’Exploitation cinématographique en Russie d’avant-hier à aujourd’hui в «Современное русское кино (р)еволюция[фр.]», под руководством Евгении Звонкиной[фр.][16] (2017)
- Некрологи российских и советских кинематографистов для газеты Le Monde : Элем Климов, Татьяна Самойлова, Алексей Герман, Олег Табаков, Марлен Хуциев, Василий Пичул, Кира Муратова, Резо Чхеидзе

### На французском языке
- L’Exploitation cinématographique en France («Кинопоказ во Франции»), в соавторстве с Присиллой Жессати, изд. Dixit/Le Film français, 168 стр, (ISBN 978-2-84481-175-2) (май 2017)
- Moscou et Saint-Pétersbourg mis en scènes («Москва и Санкт-Петербург на французских экранах»), совместно с Кристель Вержад, изд. Espaces&Signes, 116 стр, (ISBN 979-10-94176-26-9) (октябрь 2017).
- 25 ans de cinéma français à l'étranger («25 лет французского кино за границей»), под руководством Жиля Ренуара (Ж.Шапрон - автор разделов "Россия" и "Польша"), изд. Hémisphères, 416 стр.(ISBN 978-2-37701-082-0)(декабрь 2020).

### Переводы на русский язык
- Принципы и механизмы финансирования французского кино («Principes et mécanismes de financement du cinéma français»), с Присиллой Жессати, 96 стр., изд. КоЛибри/Азбука-Аттикус, (ISBN 978-5-389-02094-8) (2011)
- Принципы и механизмы финансирования французского кино (Издание второе), с Присиллой Жессати, 128 стр., изд. КоЛибри/Азбука-Аттикус, (ISBN 978-5-389-06993-0) (2013)
- Французский кинотеатр — Аншлаг длиною в век, с Присиллой Жессати, 224 стр., изд. КоЛибри/Азбука-Аттикус, (ISBN 978-5-389-11297-1) (2016)

## Бонус-DVD
- «Дом с башенкой» Евы Нейман (A3 Distribution, 2013)[17]
- «3 фильма Григория Чухрая»[18] (Potemkine Films, 2016)
- «5 фильмов Элема Климова и Ларисы Шепитько»[19] (Potemkine Films, 2017)
- Грех Андрея Кончаловского (UFO Distribution, 2021).

## Публичные лекции
- « 20 лет пост-советского кино »[20] (фр. 20 ans de cinéma post-soviétique, 9-е Встречи европейского кинематографа, Ванн, апрель 2010)
- « Продвижение национальной кинематографии за рубежом » (выступление на Петербургском международном экономическом форуме, июнь 2010)[21]
- «Возвращаясь к советскому кино» (фр. Retour sur le cinéma soviétique; Институт имени братьев Люмьер, Лион, май 2012)[22]
- « Россия-Франция: фильмообращение» (фр. Russie/France : la circulation des productions nationales, Лозаннский университет, декабрь 2012)[23]
- «Российское кино во Франции и французское в России»[24] (фр. Les cinémas russe en France et français en Russie; Сорбоннский университет, Ассоциация историков, «Франция и Россия в Европе XIX и XX веков», июнь 2012; Москва, март 2013)
- « История советского и русского кино во Франции: 1896-2012 » (фр. Une histoire du cinéma soviétique et du cinéma russe en France : 1896-2012, Сочи, фестиваль Кинотавр, июнь 2013)[25]
- «Двадцать пять лет пост-советского театрального кинопоказа» (фр. Vingt-cinq ans d'exploitation cinématographique post soviétique, коллоквиум Le cinéma russe depuis 1991 / Российское кино после 1991 г., Высшая школа ENS Louis-Lumière, Париж, декабрь 2014)
- «История российского кино во Франции» (Институт имени братьев Люмьер, Лион, февраль 2015)
- «Кинопоказ в России» (фр. L’Exploitation cinématographique en Russie; Принстонский университет, США, декабрь 2015)
- «L’Histoire dans le cinéma russe»[26] (с фр. — «История в российском кино»; Аяччо, июнь 2016)
- «Румынское кино»[27] (Pessac, декабрь 2016)
- « 30 лет румынского кино во французском кинопрокате»  (фр. 30 ans de cinéma roumain dans les salles commerciales françaises, коллоквиум "Romanian Cinema in the Cultural Framework", Свободный университет Брюсселя, декабрь 2019)[28]
- « Экранизация или как перейти от русской литературы к кинематографу » (фр. L'écranisation, ou comment passer de la littérature russe au cinéma, Фестиваль Univerciné russe, Нант, февраль 2020)[29].

## Фильмография
Актёр :
- «Загадочный наследник» Тамары Лисициан (1987)
- «Фред[фр.]» Пьера Жоливе[фр.] (1997)
- «Восток-Запад» Режисa Варнье (1999)